# Josh Pieters
Joshua Pieters (nacido el 17 de septiembre de 1993) es un youtuber sudafricano conocido por sus bromas a celebridades. Originario de Knysna, actualmente reside en Londres.

## Carrera
En agosto de 2019, hizo una broma a 40 influencers de las redes sociales, incluida Louise Thompson, haciéndoles creer que habían recibido un trozo de roca lunar del Centro Espacial Nacional (NSC) del Reino Unido. Posteriormente se disculpó ante el NSC. En septiembre de 2019, Pieters y su socio de YouTube Archie Manners crearon un restaurante falso, The Italian Stallion, para vender comidas para microondas como auténtica cocina italiana a través de Deliveroo. En noviembre de 2019, ambos hicieron una broma en el combate de boxeo entre KSI y Logan Paul, donde lograron convencer a varios youtubers, influencers y personal del recinto en el Staples Center de que un imitador de Ed Sheeran era el verdadero Ed Sheeran.
El 27 de enero de 2020, engañó a la comentarista política inglesa de extrema derecha Katie Hopkins para que aceptara un premio falso, titulado Campaign to Unify the Nation Trophy («Trofeo de la Campaña para Unificar la Nación»). Llevó a Hopkins a Praga, donde ella aceptó el premio y pronunció un discurso, mientras las iniciales del premio ficticio se mostraban de forma destacada en el fondo, formando la palabra cunt («coño»). Subió la broma a su canal de YouTube el mismo día que Hopkins fue suspendida de Twitter por romper sus reglas contra el discurso de odio.
A febrero de 2020, tenía más de 1 millón de suscriptores en YouTube. En mayo de 2020, Pieters y Manners le hicieron una broma a la directora ejecutiva de Big Cat Rescue, Carole Baskin, haciéndoles creer que estaba dando una entrevista en The Tonight Show Starring Jimmy Fallon. A esto le siguió una broma en octubre de 2020 en la que se hicieron pasar por investigadores de la paz y nominaron con éxito a la personalidad de la televisión Gemma Collins para el Premio Nobel de la Paz.
El 31 de julio de 2021, el activista antivacunas inglés Piers Corbyn fue víctima de una broma de Pieters para que aceptara dinero de soborno para dejar de difundir información errónea sobre la vacuna de Oxford-Astra-Zeneca contra la COVID-19, donde le dio a Corbyn «10 000 dólares» que en realidad era dinero de Monopoly.
En julio de 2023, Pieters y Manners interrumpieron un evento organizado por el grupo activista ambiental Just Stop Oil. En diciembre, Pieters y Manners le hicieron una broma a la parlamentaria conservadora Suella Braverman para que aceptara el premio Dick of the Year Award del programa de comedia The Last Leg de Channel 4, después de que los espectadores del programa votaran para que ella fuera la destinataria de ese año.